# Le Argonautiche
(Apollonio Rodio, Le Argonautiche, I, 1-4, traduzione di Guido Paduano)
Le Argonautiche (in greco antico: Τὰ Ἀργοναυτικά?) sono un poema epico in greco antico scritto da Apollonio Rodio nel III secolo a.C.. Unico poema di età ellenistica sopravvissuto, racconta il mitico viaggio di Giasone e degli Argonauti per recuperare il Vello d'oro nella remota Colchide.
Le loro eroiche avventure e la relazione di Giasone con Medea, principessa e maga colchiana, erano già ampiamente note al pubblico ellenistico, permettendo così ad Apollonio di superare la semplice narrazione per presentare un'esposizione che aderisca ed enfatizzi i valori dei suoi tempi, l'età della grande Biblioteca di Alessandria: la sua epica incorpora infatti la sua ricerca nei campi della geografia, dell'etnografia, delle religioni comparate, della letteratura omerica. Comunque, il suo principale contributo alla tradizione epica risiede nell'evoluzione dell'amore tra l'eroe e l'eroina: egli sembra esser stato il primo poeta epico a studiare la «patologia d'amore».
Le Argonautiche ebbero un profondo impatto sulla poesia latina: tradotte da Varrone Atacino e imitate da Valerio Flacco, influenzarono Catullo e Ovidio, e indicarono a Virgilio un modello per l'Eneide.

## Antefatto

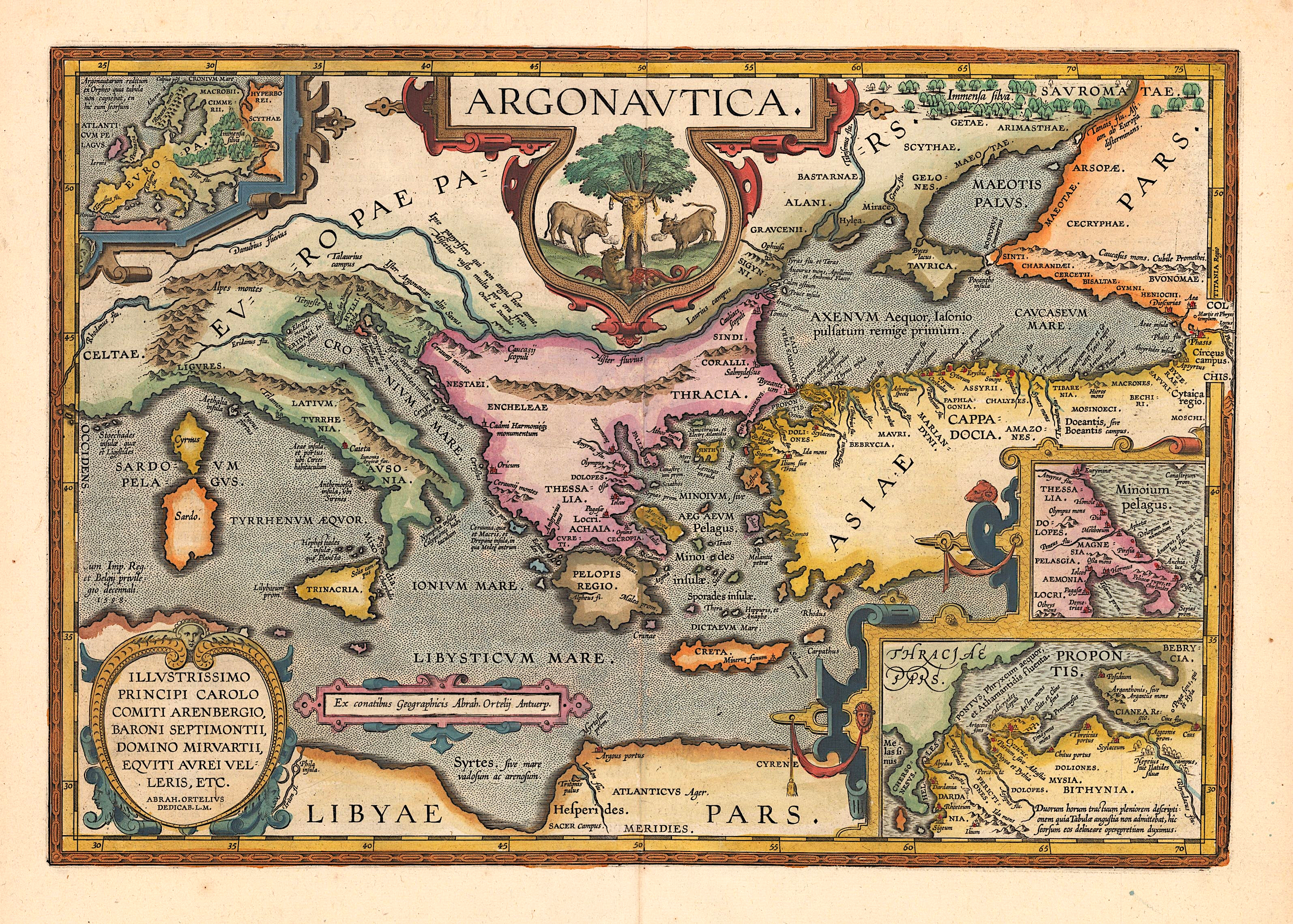
Carta geografica disegnata da Abraham Ortelius, 1624. Mostra il viaggio e le tappe degli Argonauti di Apollonio Rodio.

L'antefatto remoto, che Apollonio non espone, è il mito dei fratelli Elle e Frisso, figli del re di Orcomeno Atamante, che, per sfuggire ai maltrattamenti della matrigna Ino, fuggono sul dorso di un montone dal vello d'oro che li conduce in volo attraverso il mare; durante la traversata Elle cade e muore in quello stretto che porta il suo nome (Ellesponto).
Giunto in Colchide, Frisso sposa Calciope (figlia del sovrano locale) e immola il montone affidando il vello d'oro a un drago, che veglia giorno e notte sulla spoglia.

## Trama
L'opera è suddivisa in quattro libri, per un totale di 5836 versi in esametri.

### Libro primo
Ἄργον Ἀθηναίης καμέειν ὑποθημοσύνῃσιν.

νῦν δ' ἂν ἐγὼ γενεήν τε καὶ οὔνομα μυθησαίμην

ἡρώων, δολιχῆς τε πόρους ἁλός, ὅσσα τ' ἔρεξαν

πλαζόμενοι: Μοῦσαι δ' ὑποφήτορες εἶεν ἀοιδῆς.»
a costruire una nave con i consigli di Atena:

ora invece io voglio narrare il nome e la stirpe

degli eroi e i lunghi viaggi marini e le gesta

compiute errando. Le Muse siano ministre del canto.»
(Apollonio Rodio, Le Argonautiche, libro I, vv. 18-22, traduzione di Gianfranco Nuzzo)

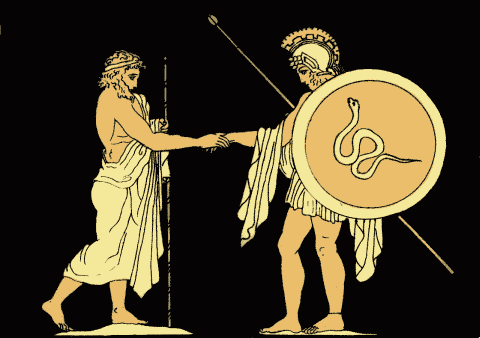
Re Pelia incontra Giasone.

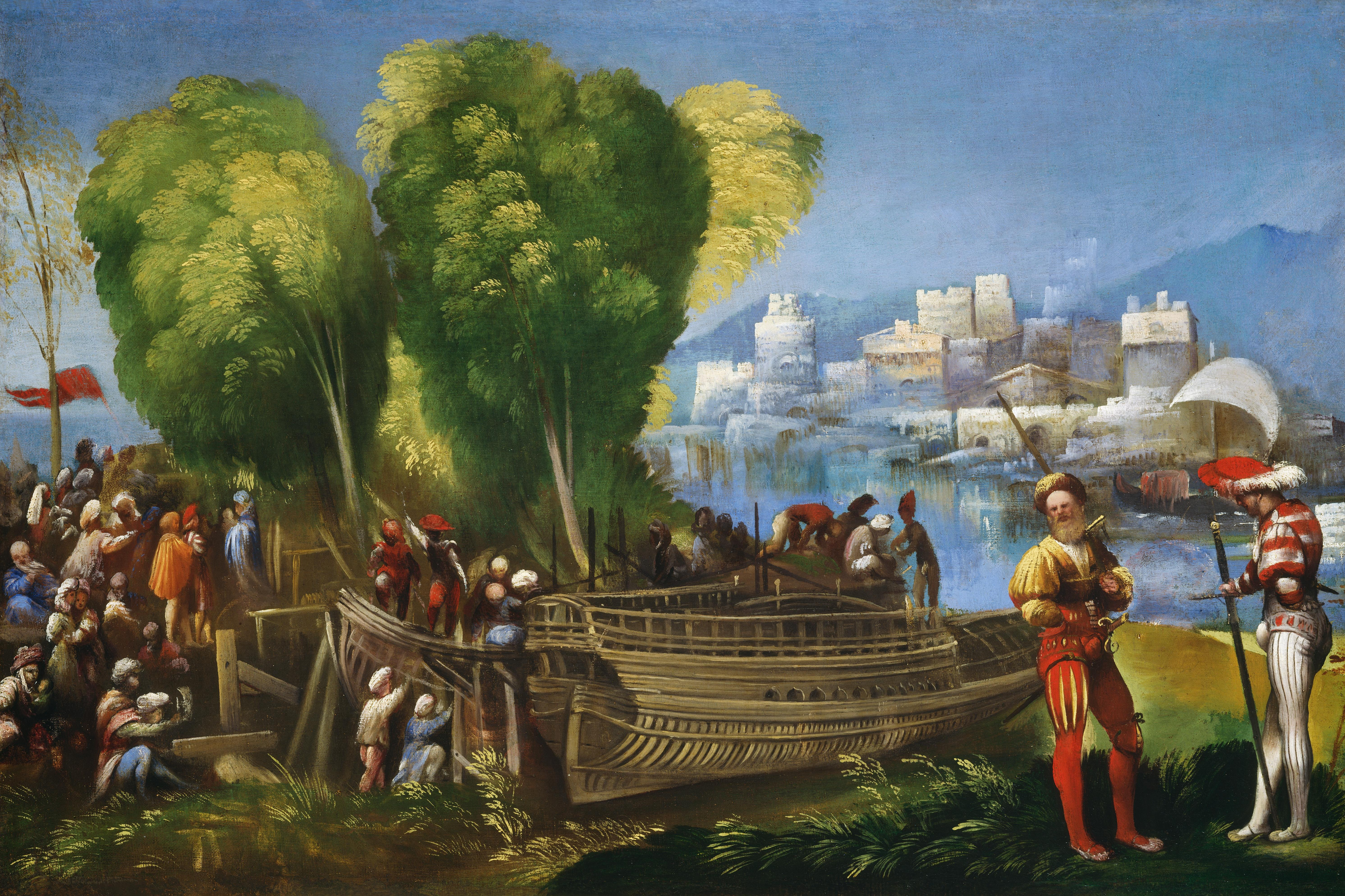
Dosso Dossi, La partenza degli Argonauti (1520).

- Invocazione a Febo e alle Muse - Motivo della spedizione (1-22)

Nella città di Iolco, in Tessaglia, il re Pelia ha assunto il comando su tutta la regione, dopo aver spodestato il fratello Esone. Un oracolo gli ha predetto di guardarsi da un ragazzo che è senza un sandalo, perché quel giovane lo spodesterà. Giasone, il figlio di Esone, costretto ad allontanarsi per non essere ucciso, superati i vent'anni, ritorna a Iolco. Giunto al guado del fiume Anauro,  trova una vecchia che non riesce ad attraversarlo. La porta in braccio in mezzo ai flutti e nel fango perde un sandalo. Quando Pelia si vede davanti Giasone, il ragazzo senza un sandalo, decide di sbarazzarsene e gli affida un'impresa ritenuta impossibile: raggiungere la Colchide e conquistare il Vello d'oro.
- Rassegna degli eroi (23-231)

Giasone raduna un nutrito gruppo di giovani valorosi (circa cinquanta eroi):
il poeta e cantore Orfeo, Asterione, Polifemo figlio di Elato, Admeto, signore di Fere, i ricchissimi figli di Ermes, esperti di inganni, Erito e Echione e Etalide, Corono, figlio di Ceneo, Mopso Titaresio, l'indovino, Eurimadante, Menezio, Eurizione e il possente Eribote, Oileo, Canto dall'Eubea, destinato a perire prima del ritorno, Clizio e Ifito, Peleo, il genitore di Achille, e suo fratello Telamone, padre di Aiace, il fortissimo Bute e il valoroso Falero, i Dioscuri, Polluce e Castore, Eracle con il suo scudiero Ila, Tifi, il timoniere, Argo di Tespi, figlio di Arestore, il costruttore della nave, Fliante, Taleo, Areo, Leodoco, Nauplio, Idmone, altro indovino, Augia, orgoglioso della sua ricchezza, Meleagro, molto forte e con lui Lacoonte, Ificlo, zio materno di Giasone e Ificlo, figlio di Testio, esperto nel giavellotto, Palemonio, storpio, Asterio, Anfione, Eufemo, il più veloce di tutti, Anfidamante e Cefeo, Anceo, vestito di una pelle d'orsa e armato di una scure a doppio taglio, il tracotante Ida e suo fratello Linceo, dalla vista acutissima, Periclemo, dal potere di mutarsi in ciò che voleva in battaglia, Zete e Calais, i due figli di Borea, Acasto figlio di Pelia e altri ancora.
- Congedo (232-316)
- Preparativi al porto e sacrificio a Febo (317-518)
- Inizio della navigazione (519-608)
- L'isola di Lemno (609-909)

Partiti dalla Grecia, dal porto di Pagase, gli Argonauti giungono sull'isola di Lemno per fare rifornimento. Le donne dell'isola hanno ucciso tutti gli uomini con l'eccezione di Toante, il padre di Ipsipile, che ora è regina.
Nonostante le nuove leggi dell'isola impongano alle donne di uccidere gli Argonauti appena sbarcati, Ipsipile decide di risparmiarli, a condizione che gli uomini della spedizione si uniscano a loro per concepire dei figli: le abitanti di Lemno temono infatti per la sopravvivenza della loro gente, visto che non vi sono uomini con cui accoppiarsi. Gli Argonauti accettano la proposta e si trattengono sull'isola fino a quando Eracle richiama all'ordine i compagni e li convince a proseguire il viaggio.
- Da Samotracia al paese dei Dolioni (910-1077)

Il re Cizico accoglie ospitalmente gli eroi, che riescono anche a sconfiggere i Giganti prima di ripartire. L'episodio si conclude però in maniera infelice perché una tempesta riporta indietro la nave e di notte, senza riconoscersi, gli Argonauti e i Dolioni combattono fra di loro e il re Cizico muore.
- La Misia (1078-1363)

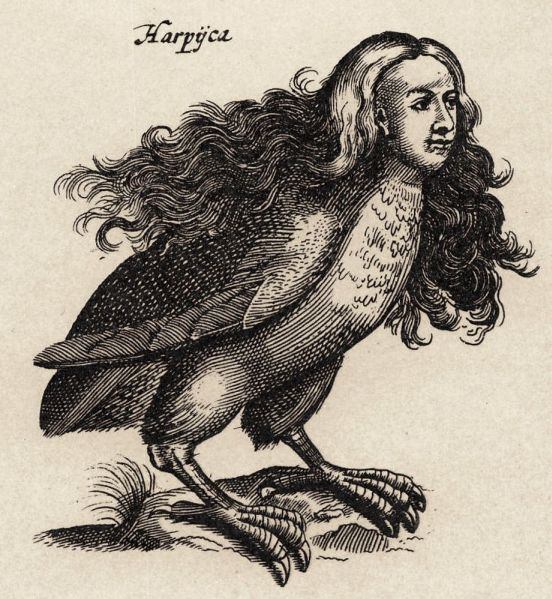
Un'arpia, Matthius Merian 1660.

Argo riparte, ma dopo pochi giorni di navigazione, Eracle, che ha rotto il remo, per procurarsi il legno adatto a costruirne un altro, sbarca a terra e nel bosco il suo giovane amico Ila, mandato a prendere acqua, sparisce rapito dalla ninfa della fonte. Nel frattempo gli Argonauti salpano senza accorgersi dei compagni rimasti a terra.

### Libro secondo
- Il paese dei Bebrici (1-163)

Amico, re dei Bebrici, sfida nel pugilato tutti coloro che giungono nel suo paese. Polluce accetta la sfida, vince e uccide il re. I Bebrici, per vendicarlo, affrontano gli eroi in battaglia, ma vengono sconfitti.
- La terra di Bitinia (164-530)

Giasone e gli Argonauti approdano nella terra dell'indovino Fineo. Una maledizione è stata scagliata dagli dèi sul luogo: gelosi infatti della straordinaria capacità che Fineo ha nel predire gli avvenimenti lo hanno punito rendendolo balbuziente e cieco; per di più gli hanno abbattuto il palazzo e hanno inviato alla sua mensa le mostruose Arpie, che gli insozzano il cibo con i loro escrementi. Giasone e i compagni in breve tempo uccidono i mostri alati e si fanno predire dal vecchio le loro prossime tappe.
- Le Simplegadi (531-647)

La nave degli Argonauti giunge nello stretto delle Simplegadi, enormi scogli che cozzano continuamente fra di loro, distruggendo inevitabilmente qualunque nave tenti di passarci in mezzo. Purtroppo, non vi è altra strada possibile. Giasone segue i consigli di Fineo e fa volare in avanti una colomba in modo che esse si chiudano; quando si riapriranno la nave tenterà il passaggio. Grazie all'aiuto di Atena, la nave Argo riesce ad attraversare lo stretto, anche se subisce qualche danno alla parte posteriore.
- Ponto Eusino (648-751)

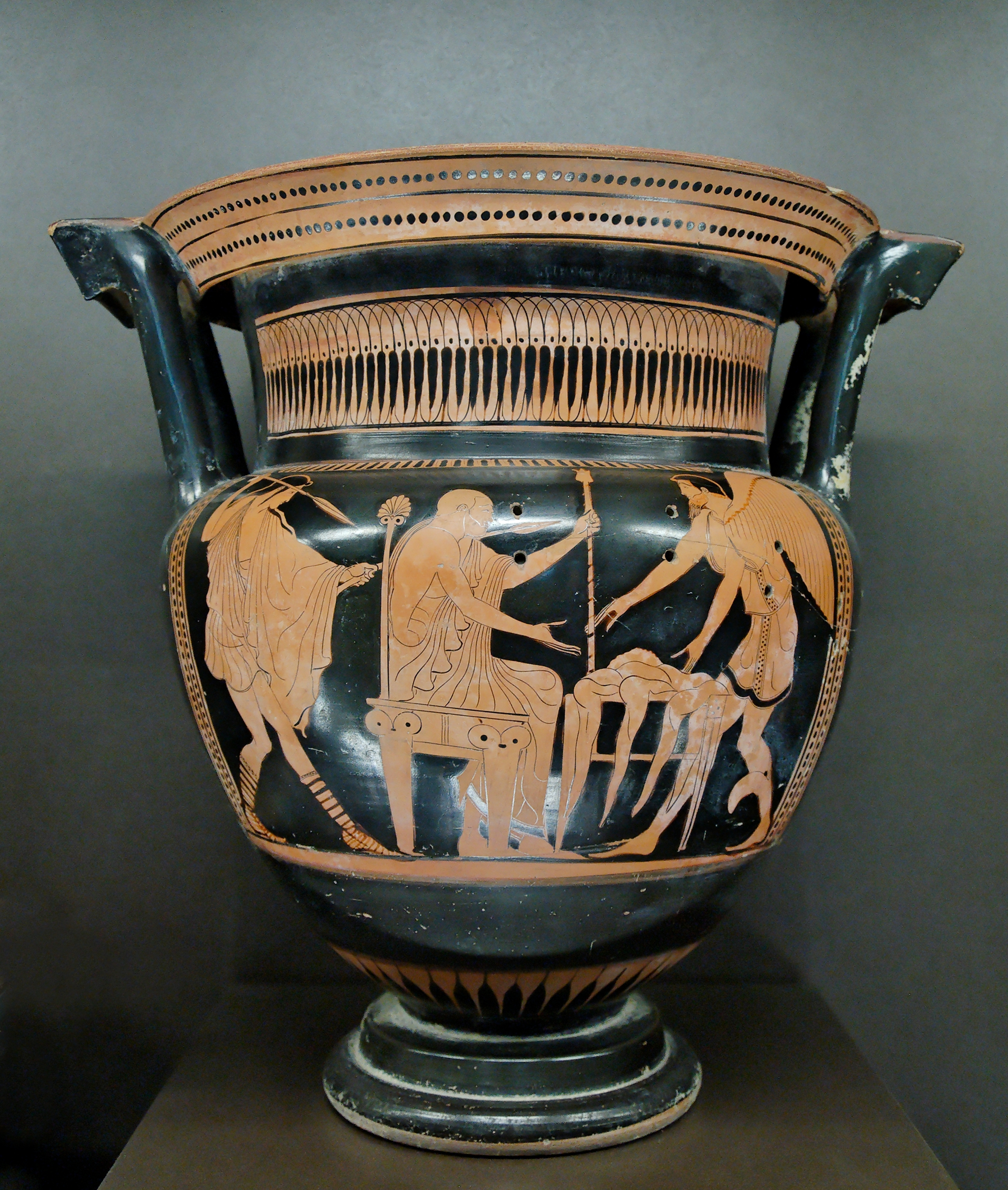
Calaide e Zete salvano Fineo.

La navigazione prosegue lungo le coste del Ponto Eusino. Apparizione di Apollo sull'isola di Tinia.
- Il paese dei Mariandini (752-929)

Gli Argonauti sono ospitati dal re Lico. L'indovino Idmone è ucciso da un cinghiale, il timoniere Tifi muore per malattia. Tifi viene sostituito da Anceo e al momento della partenza si unisce agli Argonauti anche Dascilo, figlio di Lico, che può assicurare una buona accoglienza presso i popoli vicini. 
- La terra delle Amazzoni e l'isola di Ares (930-1285)

Gli Argonauti hanno contatti con i Calibi, i Tibareni e i Mossineci. L'isola di Ares è infestata da uccelli che sono cacciati dagli Argonauti. Incontro con i figli di Frisso, che sono naufragati in viaggio verso la Colchide e che, d'ora in poi si uniscono agli eroi. Oltrepassata l'isola Filireide, arrivano al fiume Fasi.

### Libro terzo
- Invocazione alla Musa Erato (1-5)

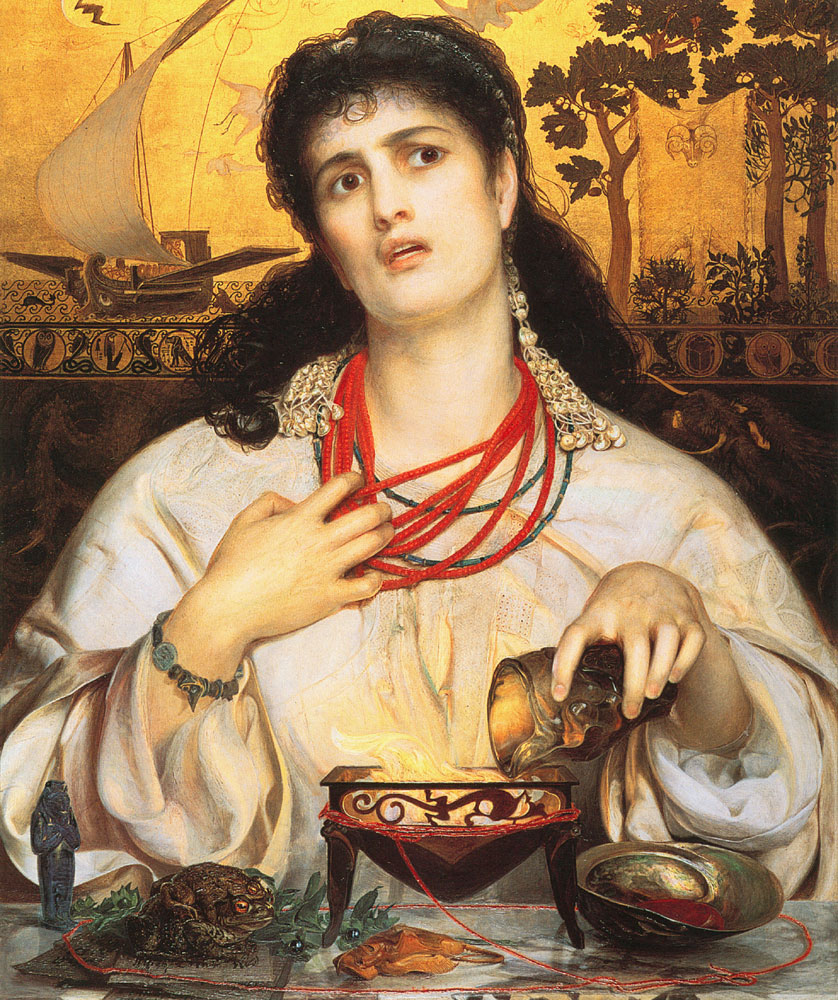
Medea in estasi mentre prepara le pozioni, dipinto di Anthony Frederick Augustus Sandys.

Gli Argonauti, giunti finalmente nella Colchide, si appostano in un canneto. 
- Le dee in aiuto di Giasone (6-166)

Le dee Era ed Atena si recano da Afrodite affinché persuada il figlio Eros a far innamorare la figlia di Eeta, Medea, di Giasone: le arti magiche della fanciulla possono dare un aiuto decisivo per la conquista del vello. 
- Alla reggia di Eeta (167-441)

Gli Argonauti decidono di tentare di convincere Eeta a cedere il vello e si recano con i figli di Frisso, Telamone e Augia alla sua reggia. Eeta, furioso per la sfida di Giasone, gli impone una prova difficilissima: aggiogare tori enormi dagli zoccoli di bronzo, che soffiano fuoco dalle narici e dalla bocca e seminare dei denti di serpente nella terra arata e poi uccidere i giganti che ne nascono. Per non parlare poi del drago insonne! Giasone accetta la prova. 
- Medea innamorata (442-1162)

Medea, ferita da Eros e ormai perdutamente innamorata, si tormenta per tutta la notte che precede il giorno della sfida. Usa le sue arti magiche e prepara delle pozioni per proteggere Giasone.
- Superamento della prova (1163-1407)

Giasone, protetto da un liquido che lo rende invulnerabile, aggioga i buoi che gli sputano fuoco e fiamme, e poi, quando è il momento di uccidere i giganti, getta una pietra lontano affinché costoro, per averla, si uccidano a vicenda.

### Libro quarto
- Invocazione alla musa (1-5)
- Conquista del vello (6-182)

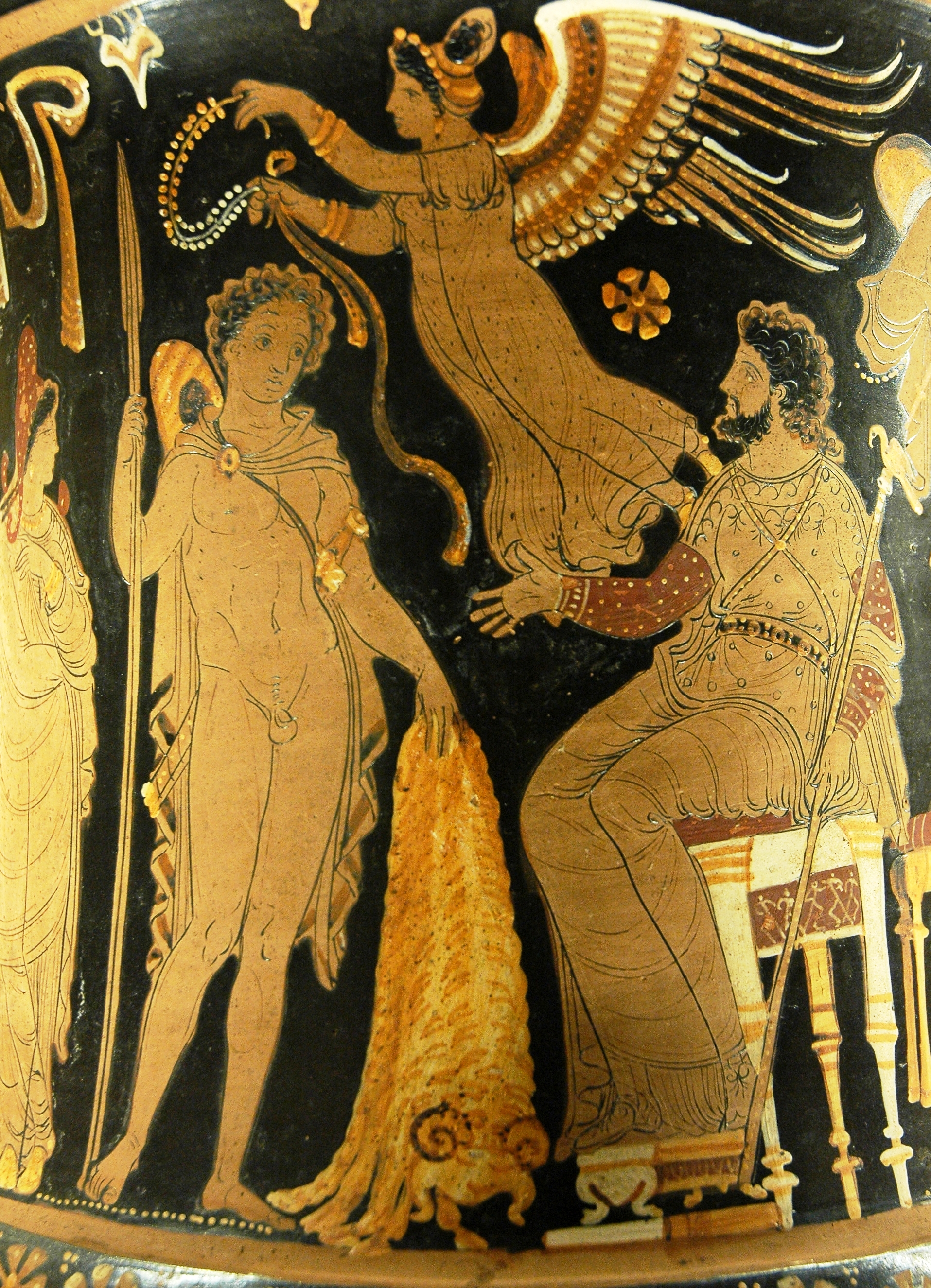
Giasone con il Vello d'oro.

Medea con un filtro potente addormenta il drago e Giasone si impadronisce del vello d'oro.
- Fuga dalla Colchide (183-618)

La nave Argo salpa con Medea a bordo. Gli Argonauti si dirigono verso l'Istro (oggi Danubio) e ne seguono il corso, ma i Colchi guidati da Apsirto, fratello di Medea, riescono ad arrivare al mare di Crono (oggi mare Adriatico) prima di loro e tagliare le vie di fuga. Giasone e Medea ordiscono contro Apsirto un inganno: lo attirano con dei doni e lo uccidono.
- All'isola di Circe (619-752)

L'assassinio necessita della purificazione: Medea e Giasone giungono supplici da Circe e vengono purificati, ma non possono restare. 
- Le Sirene, Scilla e Cariddi, e le Plancte (753-963)

Quando gli Argonauti riprendono la navigazione, devono affrontare numerose insidie: le Sirene, Scilla e Cariddi, e le Plancte.
- La Sicilia e i pascoli delle vacche del Sole (964-981)
- L'isola dei Feaci (982-1227)

Gli Argonauti sbarcano sull'isola dei Feaci, da Alcinoo, a cui raccontano la loro storia. Giunge sull'isola anche un altro gruppo di Colchi, che reclama la restituzione di Medea. Alcinoo non vuole la guerra, ma decide che la ragazza vada consegnata al padre solo se è ancora vergine. Arete, sposa di Alcinoo, informa Giasone della decisione del consorte. Per evitare che Medea debba tornare dal padre, vengono quindi celebrate le nozze di Giasone e Medea. Ciò avviene nella grotta un tempo abitata da Macride, figlia di Aristeo, con la partecipazione delle ninfe e degli eroi.
- Libia (1228-1637)

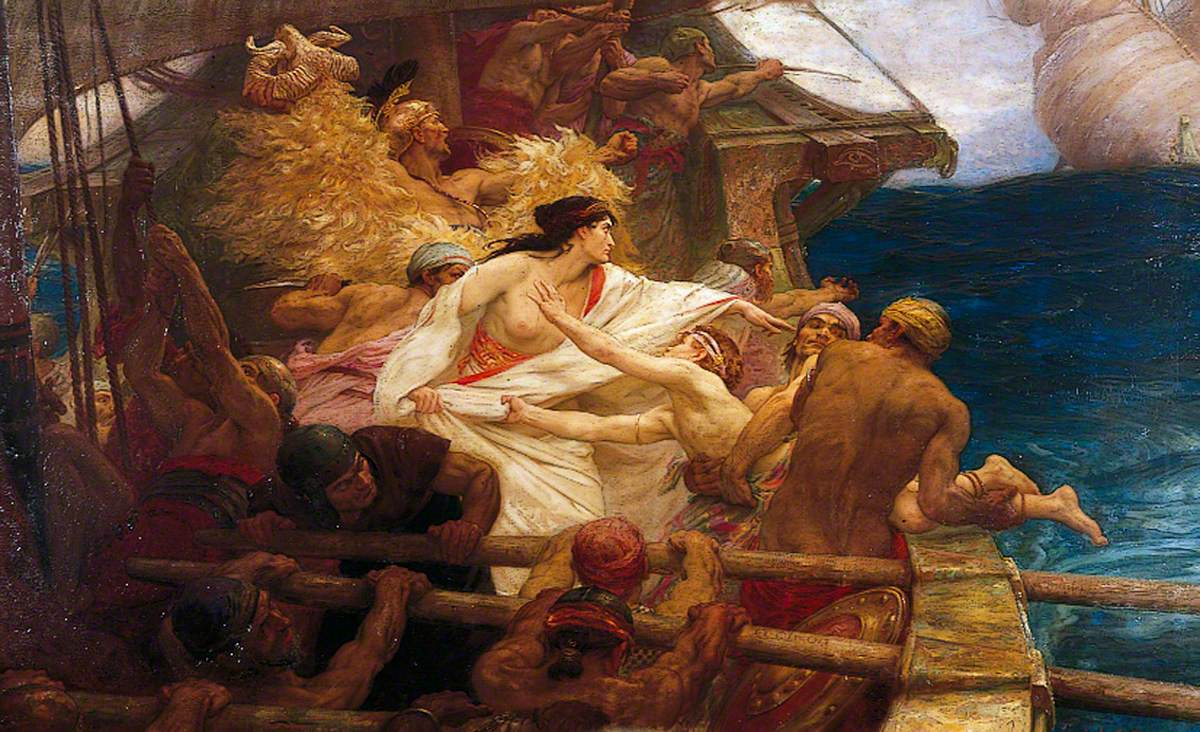
Medea e Giasone nella nave degli Argonauti.

Una tempesta spinge la nave Argo verso le coste della Libia, dove si insabbia nella Sirte. Le eroine protettrici della Libia soccorrono però gli eroi greci, che sono tuttavia costretti a trasportare la nave attraverso il deserto fino al lago Tritonide, dove può riprendere la navigazione. Lo sforzo immenso del trasporto spinge gli eroi a cercare una fonte: viene d'aiuto quella fatta scaturire il giorno prima da Eracle, indicata agli eroi dalle Ninfe Esperidi, appena private dei pomi d'oro. La ricerca di Eracle non dà però frutto, mentre muoiono gli Argonauti Canto e Mopso. La navigazione riprende e con difficoltà gli eroi escono dal lago Tritonide. 
- Creta e ritorno in patria (1638-1781)

Nella terra di Creta Medea affronta un mostro di ferro chiamato Talo: una guardia meccanica che uccide con palle di bronzo infuocato i visitatori stranieri. Medea fa impazzire Talo con i suoi filtri, quest'ultimo urta la caviglia (unico suo punto debole) su uno spunzone di pietra e muore. Con una degna supplica al dio Apollo, alla fine, Giasone viene ricondotto sano e salvo con la nave degli Argonauti a Iolco.

## Organizzazione spazio-temporale

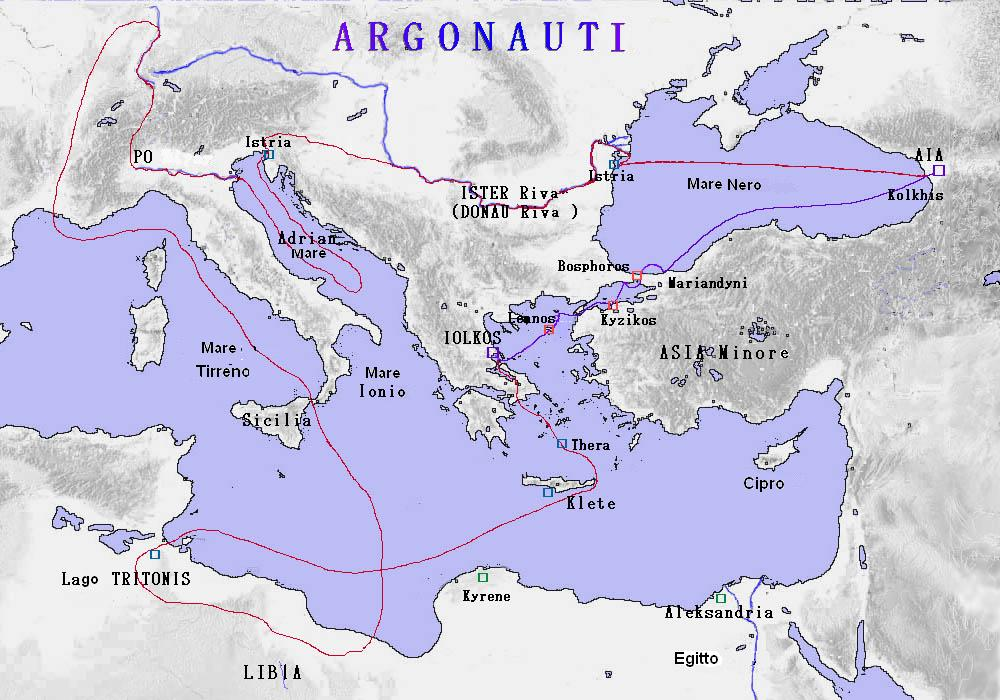
Uno dei possibili itinerari degli Argonauti.

### Lo spazio
La struttura del poema ha un carattere chiuso e circolare: il punto di partenza e la meta del viaggio coincidono. Gli Argonauti infatti compiono un’impresa per la quale non si sentono motivati, così che il loro vero obiettivo è tornare in Grecia. È proprio l’ἀμηχανία (amechania), ovvero l’incertezza e la mancanza di motivazioni, a dominare buona parte del poema e a costituire il primo motivo di distacco dal modello omerico.
L’incertezza si riflette pure nei luoghi che gli Argonauti attraversano, dall’atmosfera onirica e surreale, nella quale sembrano sovvertite tutte le leggi naturali; la stessa Colchide è un ‘universo capovolto’ in cui abitano popoli dalle assurde usanze (Calibi, Tibareni, Mossineci), in cui le giovinette sono maghe potenti e in cui la semina dei denti di drago produce un raccolto inconsueto e spaventoso.

### Il tempo
Così come lo spazio chiuso in se stesso, anche il tempo trova l’intersezione di più piani cronologici, di modo che passato, presente e futuro sono contenuti l’uno nell’altro. Si tratta di una acronìa diversa dalla atemporalità omerica: in Omero infatti la vicenda comincia in medias res e si colloca in una dimensione remota che riflette il presente, mentre in Rodio la vicenda è autonoma dal presente e il ritmo narrativo va facendosi sempre più accelerato, così che in pochi versi sono concentrati i più svariati eventi.

## Adesione allaPoeticadi Aristotele e influssi tragici
Le Argonautiche di Apollonio rispecchiano i canoni aristotelici di unità di azione (trattano un solo argomento), luogo (la vicenda è narrata dall'inizio alla fine ed anche con chiusura ciclica) e tempo; quest'ultimo punto veniva precisato da Aristotele il quale affermava che una narrazione epica avrebbe dovuto trattare una materia dominabile dalla mente del lettore e più precisamente doveva essere lunga come il «numero di tragedie ammesse a un'unica audizione».
Tuttavia la critica contemporanea ha voluto sottolineare le affinità col dramma non tanto per la forma delle Argonautiche, quanto per il contenuto, per l'atmosfera particolare dal carattere cupo e quasi allucinato. In tal modo Apollonio dimostra di guardare non tanto al poema eroico, quanto alla rilettura di esso effettuata dalla tragedia, fortemente connotata in senso psicologico ed esistenziale, e lontana dalla dimensione dell'epos.
La tradizione, a causa della precisione con cui Apollonio riprende le indicazioni dell'epos tradizionale, ha portato a definirlo uno dei più accesi avversari di Callimaco, nonostante oggi si tende a trattare questa definizione come un preconcetto: il nome di Apollonio non è registrato fra quelli dei cosiddetti Telchini e le Argonautiche non rappresentano affatto una negazione dei princìpi estetici callimachei, ma ne costituiscono al massimo il tentativo di andare oltre la frammentarietà dell'esilio. Tornare a Omero passando attraverso la lezione di Callimaco è insomma l'obiettivo di Apollonio.

## Rinnovamento dell'epos omerico
In realtà i critici moderni tendono a rivalutare molto la qualità artistica e la posizione dello scrittore nella polemica alessandrina. La sua opera infatti non è esente dalla novità: con un abile labor limae egli fu in grado di riprendere in 6000 versi tutta la saga delle Argonautiche, facendo del suo poema un esempio di brevitas ed έκφρασις callimachee (ékfrasis: descrizione particolareggiata). Anche per questo Callimaco, il suo maestro, capì l'innovazione dell'impianto narrativo dell'opera e lo esentò dalle acute e pungenti critiche rivolte ai Telchini, tra i nomi dei quali, riportati dallo scolio fiorentino, Apollonio peraltro non compare.
Si trovano anche sostanziali differenze da Omero per quanto riguarda le motivazioni dei personaggi: se gli eroi dei grandi poemi erano spinti da forti interessi personali o dall'onore, nelle Argonautiche predomina l'ἀμηχανία (amechanìa) ovvero una mancanza di spinte che muovano i personaggi. Giasone non ha alcun interesse del vello, spesso pensa di rinunciare all'impresa: gli altri eroi si mostrano spesso volubili e restii a proseguire.
Per quanto riguarda lo stile, l’allontanamento dalla tradizione omerica è individuabile in tre principali fattori:
- il rifiuto dello stile formulare: se Omero descrive sempre con parole identiche lo stesso fenomeno (ad esempio l’Aurora “dalle dita di rosa”), Rodio varia sempre il proprio registro. In particolare è frequente l’utilizzo dello scorcio, un metodo narrativo moderno che permette di sintetizzare e rimandare ad altri luoghi dell’opera, evitando scene già descritte;
- nelle similitudini: Apollonio le adopera forse con più frequenza rispetto a Omero, ma ne prende le distanze scandendole su toni intimistici, tipici dell’arte ‘borghese’ di età alessandrina;
- nella presenza dell’io narrante: se l’aedo omerico non esiste al di fuori del canto ed è anzi il suo stesso canto, Apollonio sottolinea invece il proprio ruolo intervenendo in prima persona e specificando l’originalità della propria opera. Il poeta si è infatti trovato davanti una materia (i “gloriosi fatti degli uomini antichi”) ereditati da una tradizione che egli si è assunto il compito di rinnovare.

## I personaggi

### Medea
Quando Giasone colpisce Apsirto, Medea si copre il volto in un gesto ipocrita (aveva infatti già calcolato l’omicidio insieme all’amante); ma nel suo ultimo gesto il fratello raccoglie il suo stesso sangue e macchia di rosso il candido velo e il peplo di Medea: l’atto è quasi un rito di iniziazione che farà diventare la maga una portatrice di morte per il resto della sua vita.
È questo gesto, la macchia sul velo dell’innocenza, a risolvere il conflitto fra pudore e desiderio amoroso della donna. Lo stesso nome della principessa e il modo in cui viene descritta da Apollonio è attraversato da ambiguità: Μήδεια (Medea) è da ricollegarsi al verbo μήδεσθαι (médesthai), che significa “prendersi cura” ma anche “macchinare”, così come il filtro per ammansire i tori è chiamato φάρμακον (phàrmakon) con il doppio significato di “rimedio” e di “veleno”.
Medea infine incarna il tema del contrasto fra barbarie e civiltà: quando incontra Giasone al tempio di Ecate ella è consapevole della propria estraneità ai valori civili dell’eroe greco, e l’unica legge che conosce è quella di Eros, una forza che la possiede - nonostante le resistenze iniziali che l’avevano indotta addirittura a pensare al suicidio - e che la fa arrivare al tradimento del padre e all’uccisione del fratello.

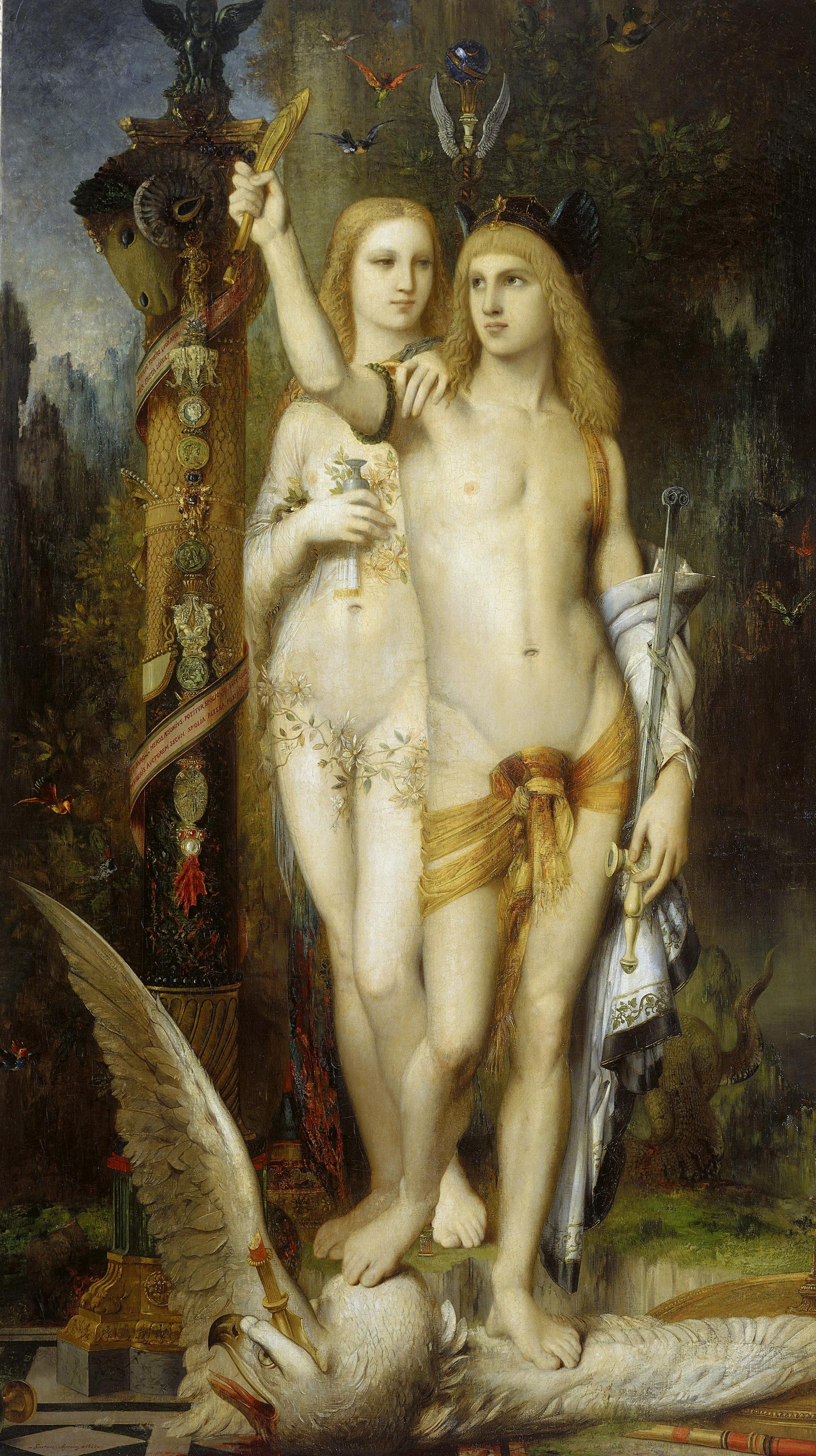
Medea e Giasone, dipinto di Gustave Moreau.

Il primo incontro con Giasone è descritto da Apollonio in modo simile al turbamento amoroso di Saffo del frammento 31 («E questo il cuore / mi fa scoppiare in petto // […] la lingua è spezzata, scorre esile / sotto la pelle subito una fiamma, / non vedo più con gli occhi, mi rimbombano / forte le orecchie»):
(Apollonio Rodio, Le Argonautiche, libro III, 962 ss.; traduzione di Gianfranco Nuzzo)

### Giasone
Giasone è visto dai più come un eroe ‘moderno’ che adopera le armi dell’eloquenza e della seduzione, ignorando i conflitti interiori di Medea. Mentre Eeta rappresenta il potere assoluto e la barbarie, l’eroe greco è portavoce di un volere collettivo. Sente tuttavia la propria missione solo come un peso da cui liberarsi al più presto, e non nutre neppure particolare risentimento verso Pelia; anzi in seguito si rivela amaramente pentito di avere accettato quella missione («dovevo oppormi al comando di Pelia e rifiutare subito questo viaggio, se pure mi fosse toccato d’essere fatto a pezzi e morire nel modo più atroce», libro II, 624 ss.).
Infine Giasone è portavoce della civiltà ellenistica, del greco posto a continuo contatto con una realtà ‘altra’ che lo spinge a diventare esperto del mondo come l’Ulisse dantesco, ma anche consapevole del vuoto in fondo alle cose e all’esistenza umana.

## La lingua

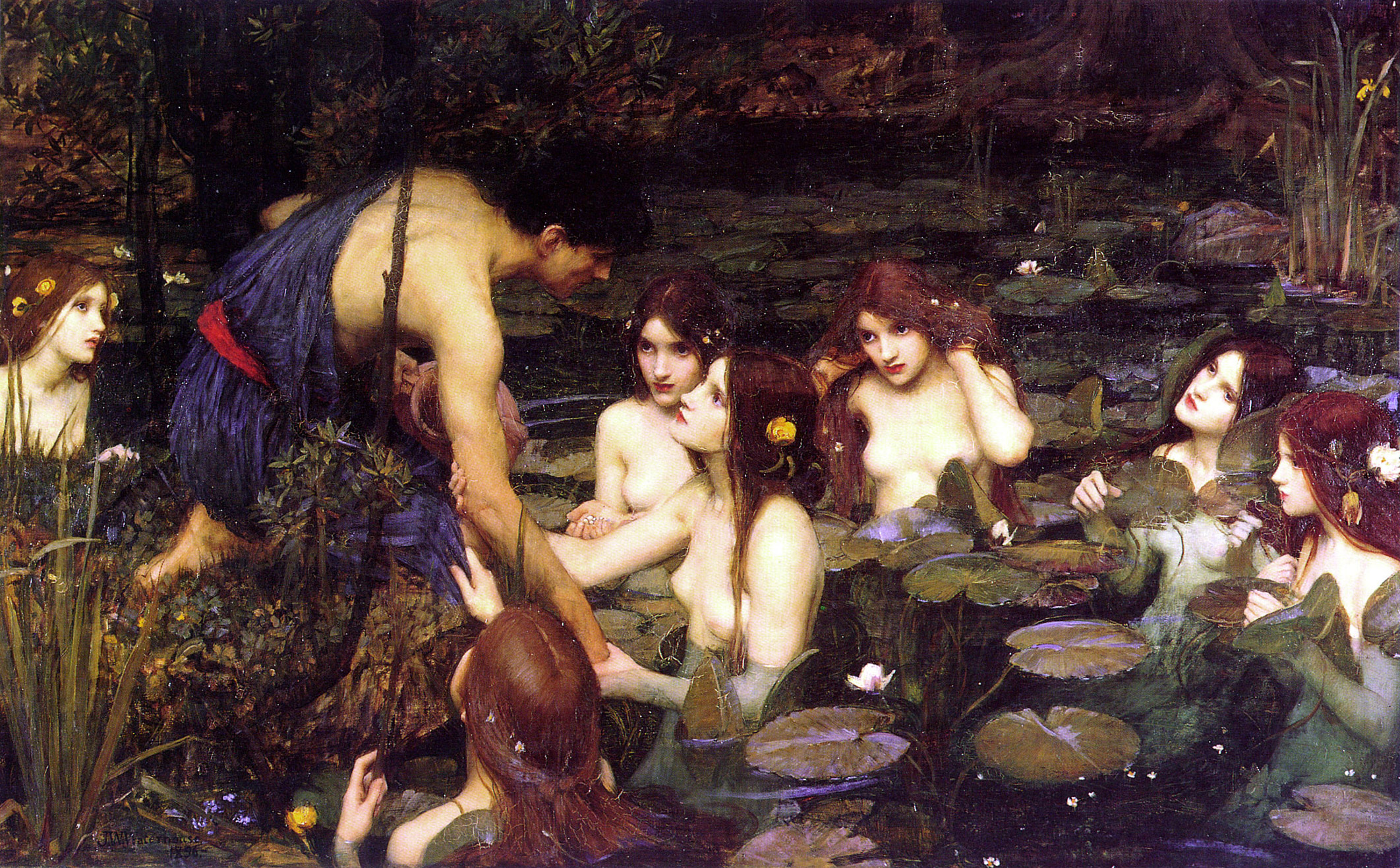
Ila e le ninfe, olio su tela di John William Waterhouse, (1896;, Manchester, City Art Galleries).

La lingua del poema presenta dei tratti specifici che riflettono la complessità del poema e la pluralità dei modelli letterari scelti dal poeta. La base della lingua del poema consiste, fondamentalmente, nel dialetto epico omerico (con influssi di Esiodo e degli Inni omerici), scelta imprescindibile per chiunque volesse comporre un poema epico. Tuttavia, il poeta non si limita a seguire il modello omerico, in quanto inserisce nella struttura linguistica del testo lemmi che, sulla base della nostra documentazione linguistica greca, non possiamo classificare come termini epici. Vi sono, dunque, vocaboli attestati nella poesia lirica, nel teatro attico (tragedia e commedia), nella prosa (sia erodotea che attica) e lemmi documentati unicamente in età ellenistica che Apollonio condivide con Callimaco, Teocrito, Arato e Licofrone. Notevole è, poi, il numero degli hapax sia lessicali che morfologici, aspetto che potrebbe essere il riflesso sia delle raffinate scelte linguistiche del poeta, sia della presenza di fonti e modelli altrimenti perduti. Dato il carattere artificiale delle lingue letterarie greche va precisato che dietro alle scelte linguistiche di Apollonio deve esserci sicuramente la consultazione di lessici (soprattutto della lingua omerica). Questi lessici venivano definiti glosse, ossia raccolte di termini rari e antiquati. Significativi sono anche i punti di contatto fra Apollonio e i D scholia, materiale esegetico al testo omerico risalente già all'epoca classica, che fanno pensare che Apollonio dovette consultare delle compilazioni simili a quelle confluite nei D scholia (si veda, a tal proposito, l'articolo di Antonios Rengakos, Apollonius Rhodius as a Homeric Scholar in T.D. Papanghelis, A.Rengakos, A Companion to Apollonius Rhodius, Leiden 2001, pp. 199–200). Notevole è anche il fatto che Apollonio, nel rielaborare la lingua omerica, riproduce nel poema gli hapax e i dis legomena (tendenza che è stata evidenziata dagli studi di Fantuzzi: Ricerche su Apollonio Rodio, Roma 1988 p. 26 e 42 segg.).  Questi aspetti linguistici sono estremamente significativi anche per il fatto che ci mostrano l'interesse e l'approccio filologico del poeta, che, vale la pena ricordarlo, fu direttore (προστάτης) della Biblioteca di Alessandria dopo Zenodoto e prima di Eratostene. Questa notevole stratificazione linguistica nonché le raffinate riprese e allusioni al testo omerico pongono inevitabilmente il problema del pubblico delle Argonautiche. Benché nel contesto della corte dei Tolomei i poeti potessero diffondere parti delle proprie composizioni attraverso pubbliche letture, è molto probabile che il poeta, esattamente come gli altri poeti ellenistici contemporanei, pensasse a un dotto pubblico di lettori piuttosto che di ascoltatori (cfr. M. Fantuzzi, "Homeric" Formularity in the Argonautica, in T.D. Papanghelis, A.Rengakos, A Companion to Apollonius Rhodius, Leiden 2001, p. 191).

## Tradizione manoscritta e fortuna

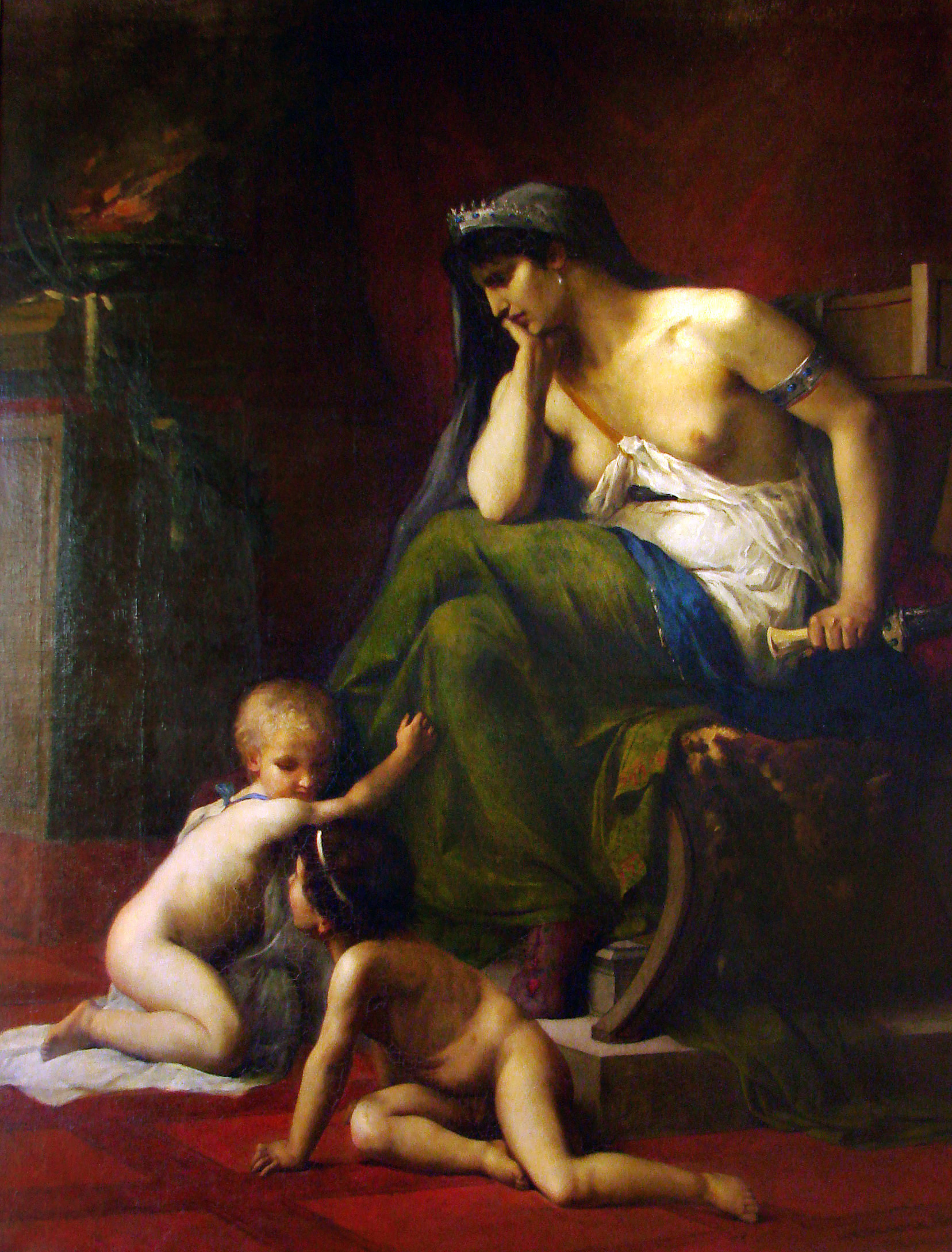
Medea e i figli.

Le Argonautiche di Apollonio Rodio furono molto ammirate nell'antichità e rappresentano per noi l'unico poema epico greco integro composto tra l'epoca dei poemi omerici e dell'Eneide di Virgilio. Apollonio riprende la narrazione arcaica greca le cui prime tracce scritte risalgono al V a.C., sebbene l'origine risalga ai secoli precedenti, come avvenuto per i poemi omerici. L'ammirazione e la fortuna del poema sono rappresentate sia dal notevole numero di papiri (una trentina che vanno dal III a.C. al I d.C.) e di manoscritti medievali (55 manoscritti che oscillano tra il X sec. e il XVI) sia dalle riprese e rielaborazioni tanto in ambito greco quanto in ambito latino. Di non semplice soluzione è il problema delle varianti testimoniate dai papiri (in particolare in P. Oxy. 2700 datato III a.C. e contenente I, 169-174; 202-243) rispetto al testo della tradizione medievale (sull'argomento cfr. G. Schade, P. Eleuteri, The Textual Tradition of the Argonautica, in T.D. Papanghelis, A.Rengakos, A Companion to Apollonius Rhodius, Leiden 2001, pp. 33–39).

In estrema sintesi va detto che i manoscritti medievali sono stati suddivisi in tre famiglie m, w, k (questa, in realtà, una sottofamiglia di w). Il più antico manoscritto di Apollonio, che appartiene alla famiglia m, è il Laurentianus gr. 32.9 (960-980 d.C.) che contiene anche le sette tragedie di Eschilo e di Sofocle. Notevole è anche la massa di commenti e scoli al testo di Apollonio. Teone di Alessandria (I sec. a.C.), Lucillo di Tarra (I sec. d.C.) Ireneo e Sofocle (forse II d.C.) realizzarono dei commenti al poema confluiti nei nostri scoli (K. Wendel, Scholia in Apollonium Rhodium vetera, recensuit Carolus Wendel, Berolini apud Weidmannos 1935), mentre si deve al poeta Mariano (V sec. d.C.) una parafrasi (perduta) in giambi.

Per quanto concerne la fortuna del poema va detto che sono riscontrabili echi delle Argonautiche nell'Alessandra di Licofrone e nella tarda poesia epica greca (Trifiodoro, Quinto Smirneo, Nonno di Panopoli). Apollonio è anche il modello del poema anonimo Argonautiche orfiche (V d.C.), opera che rappresenta una rielaborazione in chiave orfica del poema ellenistico. Per quanto riguarda gli scrittori latini bisogna ricordare: Publio Terenzio Varrone "Atacino" che fece una traduzione (di cui possediamo solo alcuni frammenti) in lingua latina del poema; Virgilio, che tenne presente le Argonautiche in particolare nella composizione del IV libro dell'"Eneide", dove la figura di Didone trae esplicitamente spunto dalla Medea di Apollonio; Gaio Valerio Flacco, che lo prese a modello per il suo poema (Argonautica).

## Radice storiche
Iolco è ormai stata individuata nei pressi del villaggio di Dimini. La fondazione della città fa parte della narrazione delle Argonautiche. Lyritzis, comparando le ceramiche di Sesklo e di Dimini con il metodo della datazione a termoluminescenza, scoprì che gli abitanti di Dimini si stabilirono verso il 4.800 a.C., quattro secoli prima della fine della civiltà di Sesklo (ca. 4.400 a.C.), dimostrando la lunga convivenza delle due culture. Venne dato in questo modo fondamento storico e una datazione di massima all'ambientazione epica.

## Trasposizioni cinematografiche
- Gli argonauti (o I giganti della Tessaglia), regia di Riccardo Freda (1960);
- Gli argonauti 2, regia di Don Chaffey (1963).

## Traduttori italiani
- Ludovico Flangini, Roma, 1791-1794
- Coriolano di Bagnolo, Torino, 1836
- Baccio Dal Borgo, Nistri, Pisa, 1837
- Giuseppe Rota, Milano, 1852
- Felice Bellotti, Firenze, 1873
- Anthos Ardizzoni, Adriatica Editrice, Bari, 1958; Edizioni dell'Ateneo, Roma, 1967 [trad. integrale]
- Giuseppe Pompella, note e commento, vol I: Libri I-II, Istituto Editoriale del Mezzogiorno, Napoli, 1968; vol. II: Libri III-IV, ivi, Napoli, 1970
- Enrico Livrea, La Nuova Italia, Firenze, 1973 [trad. parziale]
- Teodoro Ciresola, Rivista di studi classici, Torino, 1975
- Guido Paduano, introduzione e commento di G. Paduano e Massimo Fusillo, BUR-Rizzoli, Milano, 1986
- Alberto Borgogno, Collana Oscar Classici greci e latini, Mondadori, Milano, 2003; ora Collana Oscar Classici, Mondadori, 2019
- Sonja Caterina Calzascia, Collezione Classici Greci e Latini, Rusconi, Santarcangelo di Romagna, 2019, ISBN 978-88-180-3340-3
- Daniele Ventre, Mesogea, Messina, 2020, ISBN 978-88-469-2194-9

### Edizioni critiche fondamentali
- H. Fränkel, Apollonii Rhodii Argonautica recognovit brevique adnotatione critica instruxit H.Fränkel, Oxonii 1961.
- F. Vian, Apollonios de Rhodes, Argonautiques. Texte établi et commenté par F. Vian et traduit par É. Delage (Les Belles Lettres), (pubblicata in tre tomi), Paris 1974 (I tomo), 1980 (II tomo), 1981 (III tomo).
- G. Pompella, Apollonii Rhodii Lexicon. Georg Olms Verlag, Hildesheim & New York 2004.
- G. Pompella,  Apollonii Rhodii Argonautica. Lehrs translatione in Latinum addita. Olms-Weidmann, Hildesheim & New York, 2006.

### Edizioni commentate dei singoli libri
- Guido Paduano e Massimo Fusillo, Le Argonautiche, Rizzoli, Milano 1986.
- G.W. Mooney, Le Argonautiche, Dublino 1912 e Amsterdam 1964.
- Anthos Ardizzoni, Apollonio Rodio. Le Argonautiche. Libro I, Roma, Edizioni dell'Ateneo 1967.
- M.M.Gillies, Commento al libro III, Cambridge 1928, pubblicato in Italia a cura di A. Ardizzoni, Bari 1958.
- Enrico Livrea, Apollonii Rhodii Argonauticon liber quartus, La nuova Italia, Firenze 1973.
- Alberto Borgogno, Apollonio Rodio. Argonautiche, a cura di Alberto Borgogno, Milano, Arnoldo Mondadori 2003.

### Studi monografici
- Massimo Fusillo, Il tempo delle Argonautiche, Roma, 1985.
- Patrick Manuello, La Trattazione del Mito Argonautico nella Pitica IV di Pindaro e in Apollonio Rodio, in Digressus, 11, 2011, pp. 74-151.
- Antonios Rengakos, Tempo e narrazione nelle Argonautiche di Apollonio Rodio, in L’officina ellenistica: poesia dotta e popolare in Grecia e a Roma a cura di L. Belloni, L. De Finis, Gabriella Moretti, Trento, 2003.
- Konrat Ziegler, L’epos ellenistico: un capitolo dimenticato della poesia greca, Roma-Bari, 1988.
- Anthos Ardizzoni, Il pianto di Medea e la similitudine della giovane vedova,(Apollonio Rodio III 656-673), “Giornale Italiano di Filologia” 7, 1976, 233-240.
- Luigi Belloni, Il manto di Giasone, (Argonautiche I 721-767),“Aevuum(ant)” 8 (1995), 137-155.
- Luigi Belloni, Esordio e finale delle Argonautiche: reminiscenze di una performance in Apollonio Rodio, “Aevum(ant)” 9 (1996), 135-149.
- Francesco Berardi, Similitudine, evidenza, fantasia: Apoll. Rh. Arg. 4. 1280-1289, “SemRom” 7 (2004), 225-238.
- Alberto Borgogno, Le Muse di Apollonio Rodio, “Res Publica Litterarum” n.ser. 5 (2002), 5-21.
- Fritz Bornmann, La Medea di Apollonio Rodio: interpretazione psicologica e interpretazione testuale, in Atti delle giornate di studio su Medea, Torino 23-24 Ottobre 1995, Torino, CELID 1997, 47-68
- Stefano Caneva, Raccontare nel tempo. Narrazione epica e cronologia nelle Argonautiche di Apollonio Rodio, inIl lavoro sul mito nell'epica greca. Letture di Omero e di Apollonio Rodio, con una premessa di Diego Lanza, Pisa, Edizioni ETS 2007 dell‟Università di Pavia 119], 67-128.
- Gioachino Chiarini, Il mantello di Giasone, “Sandalion” 21-22 (1998-1999), 25-33.
- Maria Grazia Ciani, Apollonio Rodio: gli studi moderni e le prospettive attuali,“A&R” 15 (1970), 80-88.
- Maria Grazia Ciani, Poesia come enigma (considerazioni sulla poesia di Apollonio), in Scritti in onore di Carlo Diano, Bologna, Pàtron 1975, 77-111.
- Maria Rosaria Falivene, Un'invincibile debolezza: Medea nelle Argonautiche di Apollonio Rodio, in  Medea nella letteratura e nell'arte, Venezia, Marsilio 2000, 109-116.
- Marco Fantuzzi, Omero autore di Apollonio Rodio: le formule introduttive al discorso diretto, “MD” 13 (1984), 67-105.
- Marco Fantuzzi, Ricerche su Apollonio Rodio. Diacronie della dizione epica, Roma, Edizioni dell'Ateneo 1988 [Filologia e Critica 58].
- Marco Fantuzzi, Medea maga, la luna, l'amore (Apollonio Rodio 4,50-65), in L'epos argonautico, Atti del Convegno. Roma, 13 maggio 2004, Roma, Università degli Studi Roma Tre, 2007, 77-95.
- Massimo Fusillo, Descrizione e racconto: sulla retorica dell'oggetto in Apollonio Rodio, “MD” 10-11 (1983), 65-103.
- Massimo Fusillo, Apollonio Rodio, in Lo spazio letterario della Grecia antica, Volume I. La produzione e la circolazione del testo. Tomo II. L'Ellenismo, Roma, Salerno Editrice 1993, 107-143